# Osmo Monto
Osmo Ari Armas Monto, född den 9 december 1938 i Kymmene, död den 11 oktober 2019 i Raumo, var en finländsk bildkonstnär.
Monto studerade 1959–1964 vid Finlands konstakademis skola och ställde ut första gången 1958. Han har huvudsakligen målat i olja och tempera, gjort monotypier och grafiska arbeten samt även tredimensionella verk och installationer av bland annat betong och stål. Montos måleri har kännetecknats av expressiva figurbilder i stark rörelse på gränsen till det abstrakta. På 1970-talet intresserade han sig för relationen människa-teknik och målade bland annat idrottande figurer. Offentliga verk av honom är bland annat en femdelad väggmålning på Malminranta daghem i Idensalmi (1984).
Monto har verkat som lärare bland annat i Ylistaro gymnasium och högstadieskola. Sedan 1973 tillhör han Tutka-gruppen.